# Франсуа II (герцог Лотарингии)
Франсуа II Лотарингский (фр. François II de Lorraine; 27 февраля 1572, Нанси, герцогство Лотарингия — 14 октября 1632, Бадонвиллер, герцогство Лотарингия) — граф де Водемон и герцог Лотарингии и Бара в 1625 году (в течение пяти дней), сын Карла III Лотарингского и Клод Валуа.

## Биография
Франсуа II был младшим из трёх сыновей герцога Карла III Лотарингского и его жены Клод Французской, дочери короля Франции Генриха II и Екатерины Медичи. Он родился 27 февраля 1572 года в Нанси. Как младший представитель Лотарингского дома Франсуа получил от отца графство Водемон, что исключало его из основной линии наследования. В 1594 году он был полномочным представителем отца в герцогстве, когда Карл III на время уехал из своих владений. В том же году Франсуа стал наместником французского короля Генриха IV в Туле и Вердене. В 1606 году он выполнял дипломатическое поручение отца в Англии.
Карл III умер в 1608 году, после чего герцогом стал его старший сын Генрих II. Последний, не имея сыновей, по договорённости с французской короной сделал наследницей дочь, Николь. Это противоречило завещанию Рене II и нарушало интересы графа Франсуа. Последнему в 1621 году пришлось покинуть Лотарингию из-за начавшегося внутрисемейного конфликта. Он присоединился к имперской армии, действовавшей против германских протестантов в рамках Тридцатилетней войны. Позже братья пришли к компромиссу: они договорились, что Николь выйдет за старшего сына Франсуа Карла.
31 июля 1624 года умер Генрих II. Согласно его завещанию, Николь должна была стать правящей герцогиней, а Карл — всего лишь герцогом-консортом. Но у Франсуа были другие планы. Он добился от лотарингских сословий признания его герцогом (ноябрь 1625 года), оплатил свои долги из казны герцогства и спустя всего пять дней отрёкся в пользу сына, который стал герцогом Лотарингии в собственном праве. Последние годы жизни Франсуа был, как и раньше, графом де Водемон. В своём завещании он написал, что никогда не имел претензий на какую-либо корону «в этом мире».

## Семья
Франсуа Лотарингский был женат на Кристине Сальмской, единственной дочери графа Пауля фон Сальм и наследнице половины его владений. В этом браке родились шестеро детей:
- Генрих (1602—1611)[7];
- Карл IV (1604—1675), герцог Лотарингский[7];
- Генриетта (1605—1660), жена 1) Луи де Гиза, 2) Карло Гуаско де Саллерио, 3) Джузеппе Франческо Гримальди[7];
- Никола II Франсуа (1609—1670), герцог Лотарингский[7];
- Маргарита (1615—1672), жена Гастона де Бурбона, герцога Орлеанского[7][8];
- Кристина (1621—1622)[7][5].